# Orchestia gammarellus
Espèce
Orchestia gammarellus (orchestia, du grec ancien : sauteur, danseur, en allusion aux sauts de l’animal) est une espèce de crustacés amphipodes de la famille de talitridés.
Synonyme non admis par WoRMS : 
- Orchestia gammarella

Comme plusieurs espèces de cette famille, il manifeste une remarquable aptitude au saut. Pour cette raison, il entre dans la catégorie des animaux appelés communément « puces de mer ». Cependant, contrairement au talitre, qui vit sur les plages sableuses, Orchestia gammarellus se rencontre essentiellement sur les côtes rocheuses, où ses populations peuvent être extrêmement denses.

## Description
Cette espèce présente bien entendu les caractères généraux des amphipodes et, en tant que talitridé, il possède des antennules (A1) courtes et dépourvues de flagelle accessoire. Les mandibules sont dépourvues de palpe.
L’animal atteint une longueur de 18 mm environ, ; il est de couleur brune ou brun vert, plus ou moins maculé de brun. Le corps est plutôt svelte et aplati latéralement.
Les mâles adultes possèdent des gnathopodes de la deuxième paire (gn2) très développés au propode aplati, très large, sur lequel se rabat le dactyle long et courbe. La taille et la forme de ces appendices facilitent grandement l’identification de l’espèce. Par contre, chez la femelle le propode a approximativement la largeur des articles précédents et le dactyle est extrêmement petit.
Les femelles matures se différencient par ailleurs aisément des mâles par le fait qu’elles sont munies d’oostégites à la base des pattes thoraciques 2, 3, 4 et 5.

## Habitat
Orchestia gammarellus vit à la partie supérieure de la zone intertidale (étage supra-littoral) et occupe des habitats relativement variés allant des estrans rocheux aux zones estuariennes en passant par le schorre des zones abritées (il est noté très abondant dans la végétation halophyte du polder de Roscoff), il peut pénétrer dans le domaine terrestre bien au-delà du niveau maximum atteint par la mer, pour autant qu’il présente un peu d’humidité (il est qualifié de ce fait d’espèce semi-terrestre). On le trouve principalement sous les cordons d’algues et de végétaux divers échoués sur l’estran qui constituent les laisses de mer. En l’absence de laisses, Orchestia gammarellus se réfugie sous les gros galets et les blocs.
Il est également un assez bon nageur capable de revenir à terre en cas de submersion

## Importance écologique

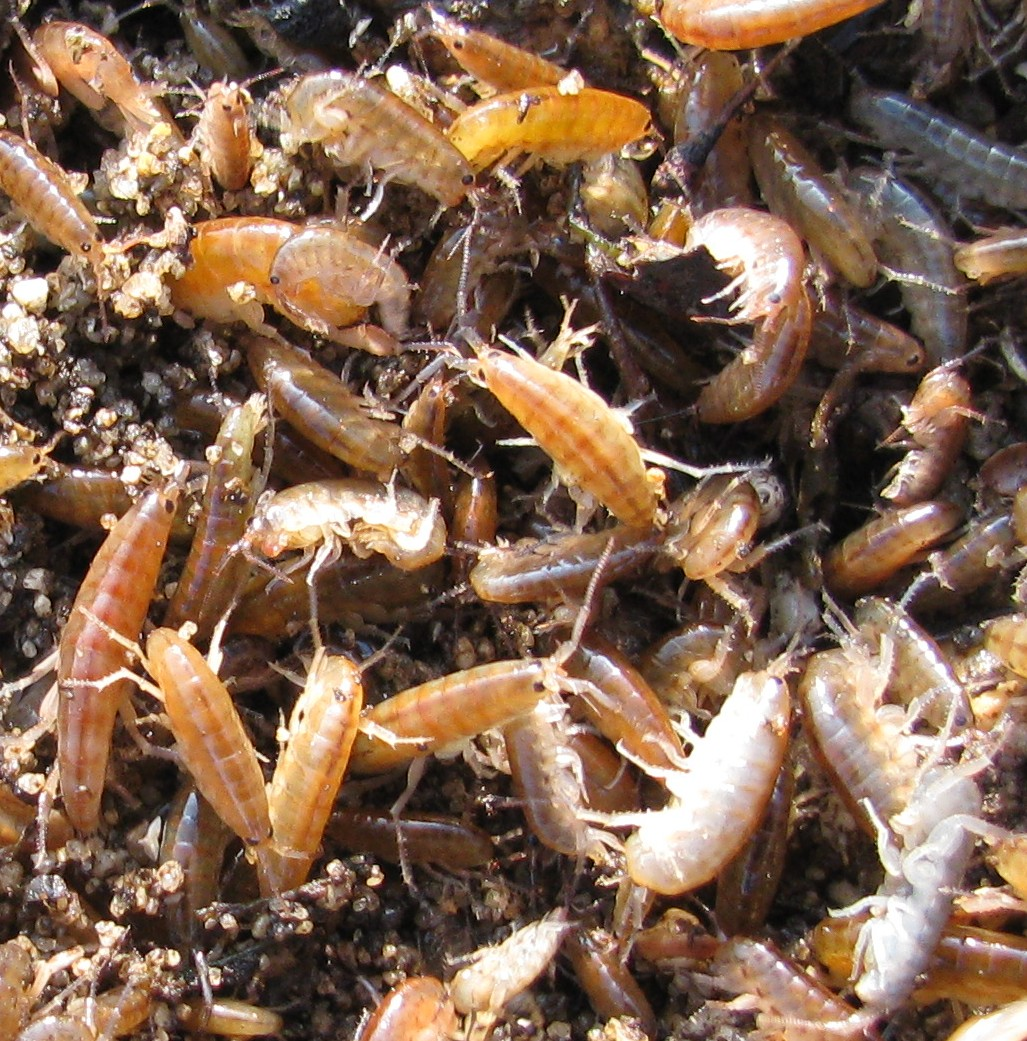
Orchestia gammarellus, groupe mis au jour en soulevant une grosse pierre. Plusieurs animaux se protègent en creusant dans le sable grossier.

Orchestia gammarellus est essentiellement un phytophage et un détritivore qui consomme les végétaux divers (algues, phanérogames : zostères, obiones etc.) échouées sur l’estran qu’il contribue à éliminer et à recycler. Il peut également consommer du papier ainsi que des cadavres d’animaux et est un des principaux décomposeurs des laisses de mer.
Son rôle en tant qu’intermédiaire dans la chaîne alimentaire entre les végétaux du schorre (spartine, obione etc.) et les jeunes poissons (notamment le bar, Dicentrarchus labrax a été souligné lors d’études portant sur les prés-salés de la baie du Mont-Saint-Michel.
Orchestia gammarellus constitue également une proie recherchée par les oiseaux terrestre ou limicoles. Il occupe par exemple le troisième rang parmi les proies du chevalier guignette (Actitis hypoleucos)

## Utilisation au laboratoire
Du fait qu’il supporte des conditions de vie sub-terrestres et qu’il se nourrit d’algues faciles à se procurer Orchestia gammarellus s’élève facilement dans les conditions artificielles du laboratoire et il a été utilisé pour de nombreuses recherches.
Orchestia gammarellus a été notamment utilisé par H. Charniaux-Cotton dans de belles recherches qui ont abouti à la découverte et à l’explication du rôle de la glande androgène.
Cet organe indépendant du testicule, accolé à la partie terminale du spermiducte, produit une hormone responsable de la différenciation des caractères sexuels primaires et secondaires des mâles et en particulier de la croissance des gnathopodes 2. Si la glande androgène est éliminée, les caractères mâles persistent au cours des mues suivantes, cependant si les gnathopodes 2 sont autotomisés (une coupure réflexe entre le basis et l’ischion se produit si on exerce une traction sur l’appendice) après l’ablation des glandes androgènes, ils régénèrent sous une forme femelle qu’ils conservent définitivement.
Inversement si on implante une glande androgène à une femelle, celle-ci se transforme en mâle, morphologiquement (elle acquiert notamment de grands gnathopodes 2, mais les oostégites persistent), et son ovaire évolue en un testicule fonctionnel, produisant des spermatozoïdes.
La glande androgène a ultérieurement été décrite chez de nombreux crustacés, dont les crustacés décapodes.

## Galerie

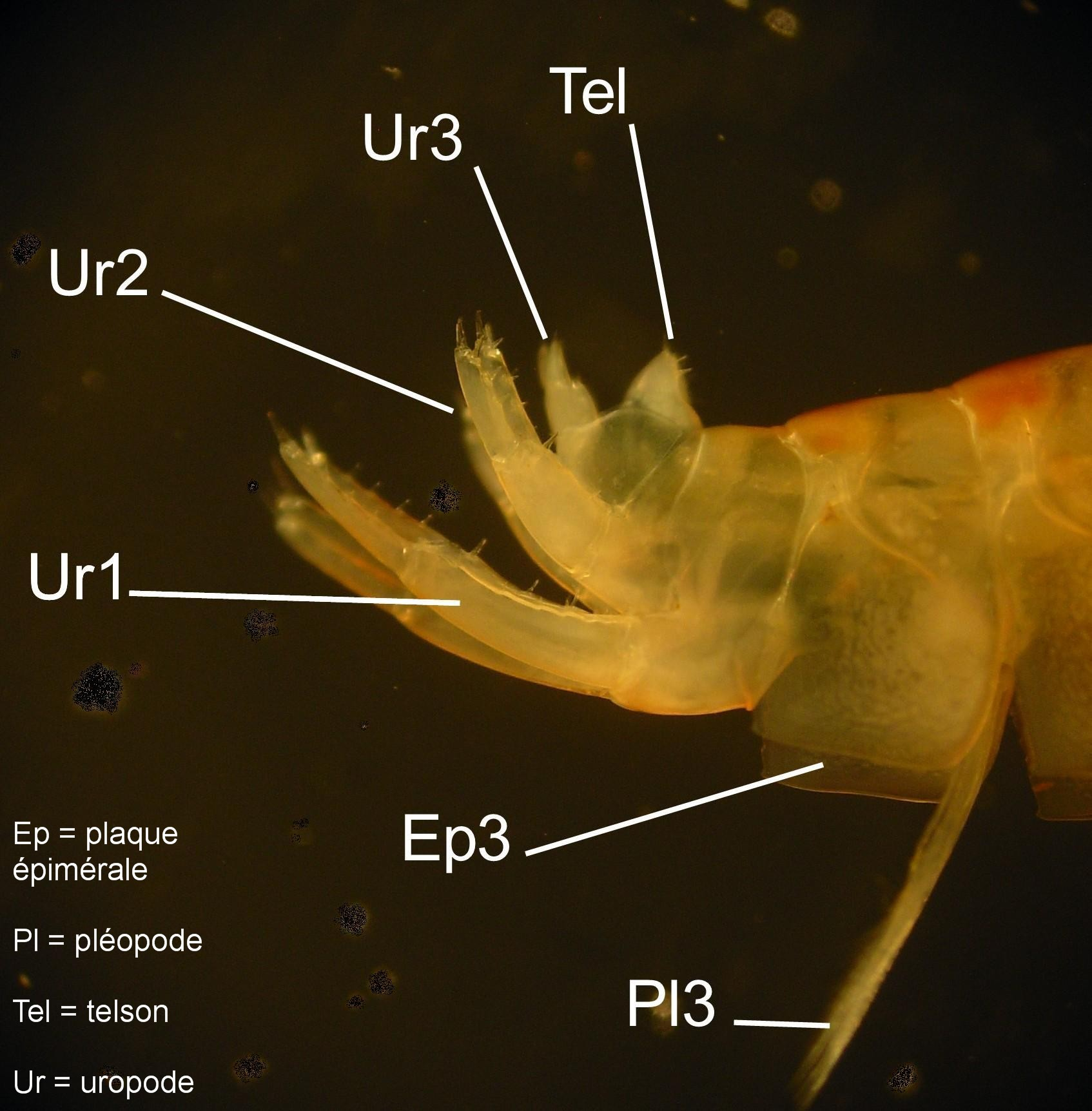
Extrémité postérieure
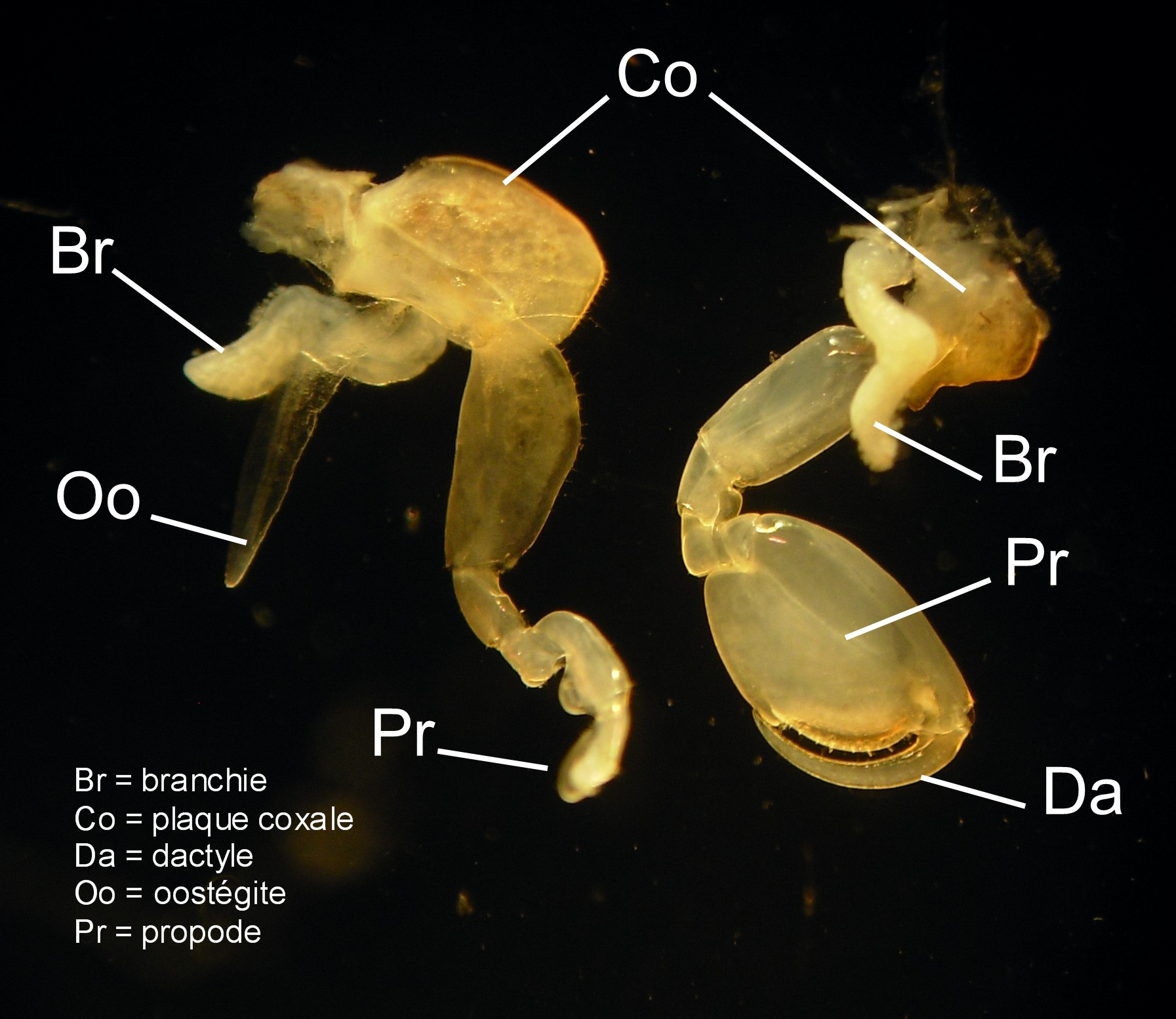
Deuxième gnathopode d'une femelle à gauche et d'un mâle à droite. Le dactyle n'est pas visible chez la femelle.